# Eugenio Bonivento
Eugenio Bonivento (Chioggia, 8 giugno 1880 – Milano, 12 novembre 1956) è stato un pittore italiano.

## Biografia e produzione artistica
Studiò a Venezia, all'Accademia di Belle Arti. Successivamente diventò l'allievo prediletto di Guglielmo Ciardi, di cui condivise la stessa predisposizione poetica e pittorica, alimentata dallo spirito veneziano che li accomunava. Nelle sue tele dipinse prevalentemente la laguna e la campagna veneta.
Fra le esposizioni della sua carriera, si ricordano le numerose partecipazioni alla Biennale di Venezia: quella del 1912 e le tre consecutive del 1920, 1922 e 1924.
Suoi dipinti sono conservati presso la Galleria d'arte moderna di Milano, la Galleria internazionale d'arte moderna di Venezia, il Museo civico di Bassano del Grappa, il Museo di arte italiana di Lima, la collezione artistica della Banca Commerciale Italiana e la Pinacoteca Giovanni Morscio di Dolceacqua.